# Взрыв партклуба в Ленинграде
Взрыв партклуба в Ленинграде был совершён 7 июня 1927 года членами белоэмигрантской организации РОВС. Была взорвана бомба в партклубе Ленинградского коммунистического университета, в результате чего 1 человек погиб, 26 ранено. В этот же день в Минске был убит глава Белорусского ОГПУ Опанский.
В СССР было заброшено несколько террористических групп, но только тройке под началом Ларионова (двумя другими участниками группы были бывшие гимназисты русской гимназии в Гельсингфорсе Сергей Соловьёв и Дмитрий Мономахов) удалось осуществить террористический акт и затем покинуть СССР.
В ночь на 1 июня 1927 года группа Виктора Ларионова в сопровождении финского проводника тайно пересекла советско-финскую границу по реке Сестре. После блужданий по советской территории Ларионов вывел группу в знакомый ему с юности лесок под Левашово и устроил в нём «базу». В Ленинград было совершено несколько ходок, кончавшихся неудачей.
7 июня, со второй попытки, группа совершила теракт в здании Агитпропагандного отдела Ленинградской Коммуны по адресу: Наб. реки Мойки, д. 59, забросав место заседания коммунистов гранатами, ранив, по советским данным, 26 человек. В нападении участвовали Виктор Ларионов, Дмитрий Мономахов и Сергей Соловьев.
После совершения теракта группа вернулась на территорию Финляндии. По требованию советских властей в сентябре 1927 Ларионов был выслан из Финляндии и поселился во Франции, где написал книгу «Боевая вылазка в СССР».
Осенью 1927 года Ленинградским ОГПУ как якобы пособники в организации теракта были приговорены и расстреляны четверо местных «монархистов».